# Анна Болава
Бохумила Адамова (на чешки: Bohumila Adamová) е чешка поетеса и писателка на произведения в жанра драма и лирика. Пише под псевдонима Анна Болава (на чешки: Anna Bolavá).

## Биография и творчество
Бохумила Адамова е родена на 22 август 1981 г. в Страконице, Чехия. Израства във Водняни, където завършва средното училище. Започва да пише на едва дванадесет години. Следва бохемистика във Факултета по изкуствата на Карловия университет.
След дипломирането си работи за кратко в Института по чешки език на Академията на науките на Чешката република, след което започва работа като редактор и коректор. Тя също пише за периодични литературни издания като „Tvar“, „Host“, „Salon Práva“, „Babylon“, „Weles“, „Protimluv“ и др. По-късно работи като консултант по стома в компания, произвеждаща медицински изделия.
През 2013 г. прави литературния си дебют със стихосбирката „Černý rok“ (Черен камък). Първият ѝ роман „Към тъмнината“ е издаден през 2015 г. Историята описва съдбата на самотната билкарка Анна Бартакова, чийто живот, приспособен преди това към ритъма на прибиране и купуване на растения, е нарушен от прогресираща болест. Романът получава през 2016 г. най-важната награда на чешката литературна сцена – „Магнезия Литера“ в категорията най-добра проза и книга на годината.
Романът ѝ „Ke dnu“ (Към дъното) е издаден през 2017 г. По време на първите студове в края на ноември в покрайнините на града е намерено мъртвото тяло на съпругата на лекаря Марек Дивиш. Това поражда въртележка от размисли, спекулации и клевети сред жителите. Книгата е свободно продължение на романа „Към тъмнината“.
Участва със свои разкази в сборниците „Divočina“ (2019) и „Motýlí kniha“ (2020).
Съпругът ѝ е експерт по творчеството на Божена Немцова и Карел Хавличек Боровски. Имат три деца.
Бохумила Адамова (Анна Болава) живее със семейството си в Прага и Южна Бохемия.

## Произведения

### Самостоятелни романи
- Do tmy (2015)
Към тъмнината, изд.: ИК „Персей“, София (2018), прев. Деница Проданова
- Ke dnu (2017)
- Před povodní (2020)

### Поезия
- Černý rok (2013)